# ایگیلدو
ایگیلدو (به اسپانیایی: Igueldo) یک منطقهٔ مسکونی در اسپانیا است که در سن سباستین واقع شده‌است. ایگیلدو ۱٬۱۰۵ نفر جمعیت دارد.